# Fiorinia expansa
Fiorinia expansa är en insektsart som beskrevs av William Miles Maskell 1895. Fiorinia expansa ingår i släktet Fiorinia och familjen pansarsköldlöss. Inga underarter finns listade i Catalogue of Life.